# Quintana (terreny)
Una quintana o quintà és un tros o porció de terra immediata a una casa, a una masia o a un mas. Amb el terme quintana o quintà, també es designa el camp o pastura o tros de terra, no boscós, al voltant d'una masia o d'una població.
Al Vallès i al Gironès s'anomena quintana la feixa gran o conjunt de feixes en un rost o pendís conreat o el conjunt de feixes de regadiu d’una propietat. En molts llocs de Catalunya i Mallorca s'anomena quintana la pleta situada a prop de les cases d'una possessió i que s'usa per amollar-hi el bestiar.
Al Penedès i a Menorca el terreny inculte, faixa o tros de terra que no es conrea, prop de masia o de poblat, que sovint serveix d’esbargiment per a l'aviram.
Terme que prové del latí "quintanus", ‘de cinc en cinc’ (del llatí quinque, ‘cinc’). Segons Joan Coromines pot fer referència a la cinquena part de la propietat d’un agricultor en un paratge on hi ha les diferents edificacions del mas.
Una quintana és també una mesura de superfície agrària, referint-se al tros de terra equivalent a la cinquena part d'una mujada.